# 1327 en Angleterre
Chronologie de l'Angleterre
- 1323
- 1324
- 1325
- 1326
- 1327
- 1328
- 1329
- 1330
- 1331

Cette page concerne l'année 1327 du calendrier julien.

## Naissances en 1327
- 22 mars : Hugues de Courtenay, chevalier
- Date inconnue :
  - Edmond FitzAlan, chevalier
  - John Prescott, member of Parliament
  - Richard le Scrope, 1er baron Scrope de Bolton
  - Robert Swinburne, politicien

## Décès en 1327
- 27 février : William Latimer, 2e baron Latimer (en)
- 4 mai : Maud de Clare, baronne Clifford et Welles (en)
- 28 mai : Robert Baldock, Lord grand chancelier
- 24 juin : James Berkeley, évêque d'Exeter
- 27 août : Thomas Cobham, évêque de Worcester
- 21 septembre : Édouard II, roi d'Angleterre (présumé)
- 16 novembre : Walter Reynolds, archevêque de Cantorbéry
- Date inconnue :
  - Richard d'Abyndon, juge
  - Richard d'Exeter, chevalier
  - Hervey de Stanton, chancelier de l'Échiquier